# John Leuba
John Leuba, né à 1884 à Corcelles (ville située près de Neuchâtel), où il meurt le 11 mai 1952, est un médecin et psychanalyste suisse.
Leuba a fait des études de géologie puis de médecine à Paris où il s'installe en 1925. Il entre en psychanalyse avec Rudolph Loewenstein. Il est secrétaire de la Société psychanalytique de Paris en 1934, et président en 1946-1948. Il reproche à René Laforgue d'avoir collaboré avec les Nazis durant l'Occupation, sa dénonciation entraîne le procès de Laforgue, qui n'aboutit pas, faute de preuves. Il a aussi participé aux activités de la Société suisse de psychanalyse.